# Stereophonic
Stereophonic è un'opera teatrale del drammaturgo statunitense David Adjmi, portata al debutto a New York nel 2023.

## Trama
Tra il 1976 e il 1977 una rock band sull'orlo del successo registra nel corso di diverse sessioni l'album che li consacrerà definitivamente. Tuttavia, lo studio di registrazione si trasforma rapidamente in un campo di battaglia quando i musicisti, i fonici e i produttori portano a galla vecchi risentimenti e nuove tensioni nel tentativo di creare un'opera d'arte.

## Genesi
David Adjmi ha cominciato a lavorare alla pièce nel 2014 dopo aver ascoltato Babe I'm Gonna Leave You dei Led Zeppelin durante un volo per Boston. Per rendere più realistica l'opera, ha dichiarato di aver guardato un gran numero di documentari e, in particolare, di essersi ispirato a Metallica: Some Kind of Monster (2004).
Le dinamiche tra i membri della band sono invece ispirate a quelle dei Fleetwood Mac e alla realizzazione dell'album Rumours, tanto che nel 2024 Kenneth Caillat e Steven Stiefel, autori del libro Making Rumours: The Inside Story of the Classic Fleetwood Mac Album, hanno fatto causa a David Adjmi e ai produttori con l'accusa di aver realizzato un adattamento non autorizzato della loro opera. Un accordo tra la parti è stato raggiunto nel dicembre successivo.
Una prima prova aperta dell'opera è stata presentata nel 2018 al Sundance Institute Theatre Lab. Gran parte del testo era pronto per essere portato in scena nel 2019, ma la pandemia di COVID-19 e la chiusura dei teatri hanno allungato notevolmente i tempi di produzione.

## Debutto
Il dramma ha avuto la sua prima assoluta al Playwrights Horizons dell'Off-Broadway il 29 ottobre 2023, dopo tre settimane di rodaggio iniziate il 6 ottobre precedente. Daniel Aukin curava la regia, mentre il cast era composto da Will Brill (Reg), Sarah Pidgeon (Diana), Chris Stack (Simon), Tom Pecinka (Peter), Juliana Canfield (Holly), Andrew R. Butler (Charlies) ed Eli Gelb (Grover). 

## Accoglienza
La pièce è stata accolta entusiasticamente dalla critica, tanto da essere riproposta al John Golden Theatre di Broadway dall'aprile del 2024 con il medesimo cast; il dramma è rimasto in cartellone a Broadway fino al 12 gennaio 2025, per un totale di oltre trecento rappresentazioni. Descritto da The Hollywood Reporter come la migliore opera teatrale statunitense dai tempi di The Flick, Stereophonic ha ricevuto un numero senza precedenti di candidature ai Tony Award, ben tredici, battendo così il record stabilito da Slave Play quattro anni prima. Il dramma ha vinto il Drama Desk Award, il Drama League Award, l'Outer Critics Circle Award, il New York Drama Critics' Circle e il Tony Award alla migliore opera teatrale. Tra l'aprile e il dicembre 2024 ha incassato venti milioni di dollari al botteghino.

## Colonna sonora
La colonna sonora di William Butler, in stile rock anni settanta, ha ottenuto il plauso della critica, che ha sottolineato che i brani di Butler andassero oltre al semplice pastiche. La partitura di Butler, interpreta dal cast originale, è stata incisa e pubblicata; inoltre, pur non essendo un musical, Stereophonic ha vinto il Drama Desk Award per la migliore colonna sonora ed è stato candidato al Tony Award alla migliore colonna sonora originale nel 2024.